# 권성혁
권성혁(1988년 2월 9일 ~ )는 대한민국의 성우로, 2012년 CJ ENM 성우극회 공채 10기에 입사했다. 배우자는 같은 성우인 서다혜다. 

## 주요 출연작품

### 애니메이션
- 괴도 키드 (투니버스) - 경찰4, 남학생4
- 도쿄 매그니튜드 8.0 (투니버스) - 구급대장
- 럭키프레드 (투니버스) - 사이먼 / 알피 / 맥
- 짱구는 못말려 (투니버스) - 철수아빠, 대학생
- 원피스 (투니버스) - 부하1 / 해군1 / 해군5 / 해군2 / 중령3 / 조선공2
- 스켓 댄스 (투니버스) - 정태하 / 가메기 / 큐피르 / 남자1
- 엘리엇 키드 (투니버스) - 살라미
- 치즈 스위트 홈 (투니버스) - 데이비드
- 말하는 강아지 마사3 (투니버스) - 조지 / 마일로 아빠
- 명탐정 코난 (투니버스) - 형사1, 형사2, 남자5, 남학생, 좀비, 기자, 왓슨
- 테니스의 왕자 (투니버스) - 카네다 / 타시로
- 나루토 질풍전 (투니버스) - 테우치/토루네/간류
- 나루토 SD - 록 리의 청춘 닌자전 (투니버스)
- 닌자보이 란타로 (투니버스)
- 지켜줘 롤리팝 (투니버스) - 남학생3
- 웨딩피치 (투니버스) - 신랑2 / 남자
- 탐험 드리랜드 (투니버스) - 클램
- 안녕 자두야 (SBS) - 하트맨
- 싱싱초밥단 코부시 (투니버스) - 부리무
- 최강! 탑플레이트 (SBS)
- 아이 엠 스타 (투니버스) - 슈라토
- 아이 엠 스타 2기 (투니버스) - 미스터 S[1]
- 리틀 펫샵 (투니버스) - 로저
- 제멋대로 요정 미르모 퐁퐁퐁 (투니버스) - 송이현
- 극강 매직스워드 - 렉스토퍼 왕, 그럽, 니글니글 목소리 매직스워드
- 일하는 세포 - 백혈구 2001번, 삼나무 화분 알레르겐, 땀샘 세포 대장
- 빠샤메카드 - 브라이, 고든, 렘렘, 키오루스
- 헬로 카봇 쌈바 (SBS) - 와일러
- 신비아파트 444호 - 경비
- 신비아파트 고스트볼Z: 어둠의 퇴마사 - 은혼귀
- 포켓몬스터 W (투니버스) - 무학박사
- 포켓몬스터 (재능TV) - 크레이브
- 슈퍼트론 - 최고, 안키
- 뛰뛰빵빵 구조대2 (KBS)
- 놓지마 정신줄 (KBS) - 밥
- 베리베리 뮤우뮤우 뉴 2 - 베리아빠

### 내레이션
- CJ ENM - 창립2주년 기념영상
- CJ ENM - 내마음 공유하기 캠페인
- 채널CGV - 2012년 영화계 대결산
- 채널CGV - 그림형제
- 온게임넷 - 액션 토너먼트
- 온게임넷 - LOL 마스터즈
- 온게임넷 - 아바 오픈 첼린지
- 온게임넷 - WGL 국가대표 캠페인
- XTM - 코드제로
- SBS - 접속! 무비월드
- SBS - 좋은아침
- MBN - 지구촌 나그네
- KTV - 산이좋아 물이좋아
- Jtbc골프 - sg골프 더 매치
- MBC - 특집다큐 <경북의 혼>
- KBS - 밀크로드
- TV조선 - 기적의 밥상
- KBS - 특집다큐 <식탁에 맛을 더하다, 우유의 유혹>
- EBS - 세계의 눈 <유럽의 아마존, 도나우 강 <슈바르츠 발트에서 흑해까지>>
- EBS - 세계의 눈 유럽의 아마존, 도나우 강 <도나우의 사계>
- KBS - 특집다큐 <청춘 코리안 하나를 꿈꾸다> 1부 한민족의 후예
- KBS - 특집다큐 <청춘 코리안 하나를 꿈꾸다> 2부 원 코리아로 가는 길
- SBS - 일요특선 다큐멘터리 <재능을 선물합니다 프로보노 푸블리코>
- KBS - 특집다큐 <도시를 바꾸는 힘, 문화 DNA>
- KBS - <다큐공감> 177회 : 사선(死線)에서 나는 외과의사다
- SBS - 일요특선 다큐멘터리 <밥상의 품격>
- KBS - 평창 동계올림픽 G-100 특집다큐 <영웅 국가대표>
- SBS - SBS스페셜 <The람쥐>
- MBC - MBC 다큐프라임 <백세 밥상의 비밀>
- 대구MBC - 특집다큐멘터리 <열아홉 평의 기적, 이와모토 금속>
- KBS - <다큐세상> 평창 동계 올림픽 1년, 평창의 진화가 시작되다

### 애니메이션 영화
- 명탐정 코난 극장판 - 은빛날개의 마술사 - 구급대원 외
- 극장판 요괴워치: 탄생의 비밀이다냥! - 동파, 보노보노
- 극장판 요괴워치: 섀도우 사이드 도깨비 왕의 부활 - 부동명왕
- 레드슈즈 - 아더
- 겨울왕국 2 - 마티어스

### 외화
- 자이언트 세이버 - 새우 병정3 / 몬스터
- 어린이 경찰 - 키지마
- 미라클 멜로디 (투니버스) - 주피터
- 퓨어엔젤 미라클 매직 (투니버스) - 지훈

### 방송
- 일요일 일요일 밤에 신입사원 (MBC)

### 게임
- 네오위즈 - BLESS
- 블리자드 - 디아블로 3
- 블리자드 - 월드 오브 워크래프트
- 넥슨
  - 메이플스토리 2
  - 서든어택
  - 메이플스토리 - 켈라드, 친위대장 듄켈, 에드
- 엔씨소프트 - 리니지 2
- 엔씨소프트 - 블레이드앤소울
- 한게임 - 세븐포커
- 검은사막
- 몬스터 스트라이크
- 붉은보석
- 삼국블레이드
- 오버히트
- 킹스레이드
- 어센던트 원
- 궨트-쓰론브레이커
- 얼티밋스쿨
- THREE KINGDOMS
- 그랑사가
- 데스티니 가디언즈
- 파이널판타지14
- 음양사
- 요괴워치
- 로스트아크
- 후궁의 법칙
- 루이나의 도서관
- 검은달
- 헤일로
- 트라하
- 쥬라기월드 에볼루션
- 천애명월도
- 소울워커
- 에이지오브엠파이어
- 그랜드 체이스
- 던전앤파이터 - 검마 다이무스
- 기어즈 오브 워
- 테라
- 뮤 오리진
- 야생의 땅 듀랑고
- 콜오브듀티
- 삼국지 조조전
- 엘소드
- 아스가르드의 분노
- 보더랜드
- 로드 오브 히어로즈
- 슈미드 디바

### 오디오 드라마
- Kill the lights part 1 (夜海) - 아론 외
- Kill the lights part 2 (夜海) - 아론 외
- Mayday Mayday Mayday (夜海) - 크리스
- Payday (夜海) - 크리스
- 3월의 보름을 조심하라 (夜海) - 박목화
- 밥 같이 먹어주는 남자 (夜海) - 최정준
- The Hanged Man (ACO) - 황태자 외
- 신입사원 (ACO) - 이과장 외
- 추화련 (ACO) - 북리규현
- 3월의 보름을 조심하라 (夜海) - 박목화
- 겨울이야기 (3월의 보름을 조심하라 외전) (야해) - 박목화
- 모멘텀 (ACO) - 릴리 에스테반
- 소실점 (ACO) - 최태한
- 구원 앞 (夜海) - 에렌